# ابو دیا
أبو دیا شهری در چاد است که در salamat region واقع شده‌است.